# إرنست هوبر
إرنست هوبر هو لاعب رماية سويسري، (و. 1911  م).

## وصلات خارجية
- إرنست هوبر على موقع أوليمبيديا (الإنجليزية)